# Јука Момики
Јука Момики (јап. 籾木 結花; 9. април 1996) јапанска је фудбалерка.

## Репрезентација
За репрезентацију Јапана дебитовала је 2017. године. За тај тим одиграла је 21 утакмица и постигла је 6 голова.

## Статистика
| Јапан  | Јапан | Јапан |
| Год.   | Ута.  | Гол.  |
| ------ | ----- | ----- |
| 2017   | 14    | 3     |
| 2018   | 7     | 3     |
| Укупно | 21    | 6     |